# Granö, Föglö
Granö är en ö som hör till byn Prästgården i Föglö kommun på Åland. Den är sedan 1975 naturreservat. Granö är 82,5 hektar och knappt 2 kilometer lång.

## Naturreservatet
Hela Granö är ett naturreservat, kallat Granö holme. Det inrättades 31 december 1975. Nu gällande författning utfärdades 1 oktober 1996. Syftet med reservatet är att bevara skärgårdsskog i naturtillstånd samt skydda landskapsbilden och växt- och djurlivet.
Granö är också ett Natura 2000-område, typ SAC. Området beskrivs som en stor barrskogsklädd ö med naturskog, mycket mångskiftande och starkt kuperad, med små myrar, mossar och andra våtmarker förorsakade av landhöjningen.